# جافری وایت‌هد
جافری وایت‌هد (انگلیسی: Geoffrey Whitehead؛ زادهٔ ۱ اکتبر ۱۹۳۹) بازیگر اهل بریتانیا است. وی از سال ۱۹۶۲ میلادی تاکنون مشغول فعالیت بوده‌است.
از فیلم‌ها یا مجموعه‌های تلویزیونی که وی در آن‌ها نقش داشته‌است، می‌توان به پوآرو، جنگ و یادبود، رایلی، تک‌خال جاسوس‌ها، راهی طولانی تا فینچلی، تیراندازی ماهی، کلئوپاتراها و آدم دزدی اشاره نمود.